# 莫勒宗
莫勒宗（法語：Molezon，法語發音：[mɔlzɔ̃]）是法国洛泽尔省的一个市镇，属于弗洛拉克区。

## 地理
莫勒宗（44°12'30"N, 3°40'53"E）面积14.76 平方千米，位于法国奧克西塔尼大區洛泽尔省，该省份为法国南部内陆省份，北起上盧瓦爾省和康塔爾省，西接阿韦龙省，南至加尔省，东临阿尔代什省。
与莫勒宗接壤的市镇（或旧市镇、城区）包括：巴尔德塞文、圣马丹-德朗叙斯克勒、法兰西谷地圣克鲁瓦、加布里亚克、勒蓬皮杜。

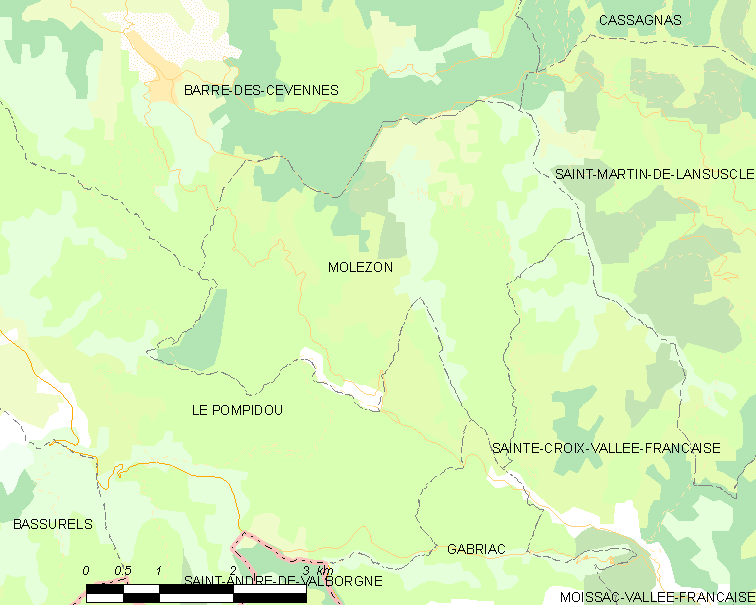
莫勒宗的OSM定位图

莫勒宗的时区为UTC+01:00、UTC+02:00（夏令时）。

## 行政
莫勒宗的邮政编码为48110，INSEE市镇编码为48098。

## 政治
莫勒宗所属的省级选区为勒科莱德代兹县。

## 人口

1962-2008年间莫勒宗人口变化图示

莫勒宗于2022年1月1日时的人口数量为97人。